# Черногория в Первой мировой войне
Черногория вступила в Первую мировую войну 5 августа 1914 года, объявив войну Австро-Венгрии.

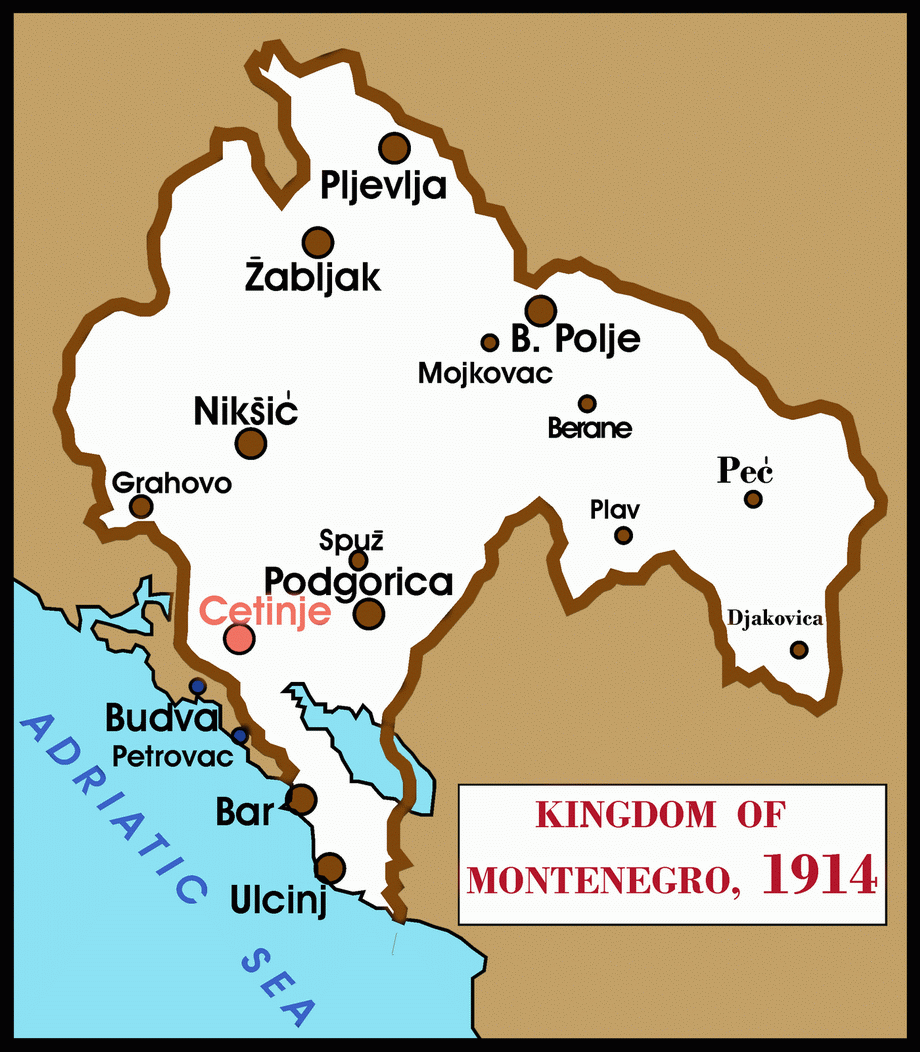
Черногория в 1914 году

После того как Австро-Венгрия 28 июля 1914 года объявила Сербии войну, правительство Черногории предложило помощь Сербии и 5 августа Черногория, объявив войну Австро-Венгерской империи а позже и её союзникам, вступила в Первую Мировую войну на стороне Антанты.

## Боевые действия
Черногория мобилизовала шесть дивизий. Всего 45 000—60 000 человек, 100 полевых и 100 горных орудий. Черногорскую армию возглавил король Черногории Никола I, начальником Генерального штаба стал генерал Янко Вукотич.

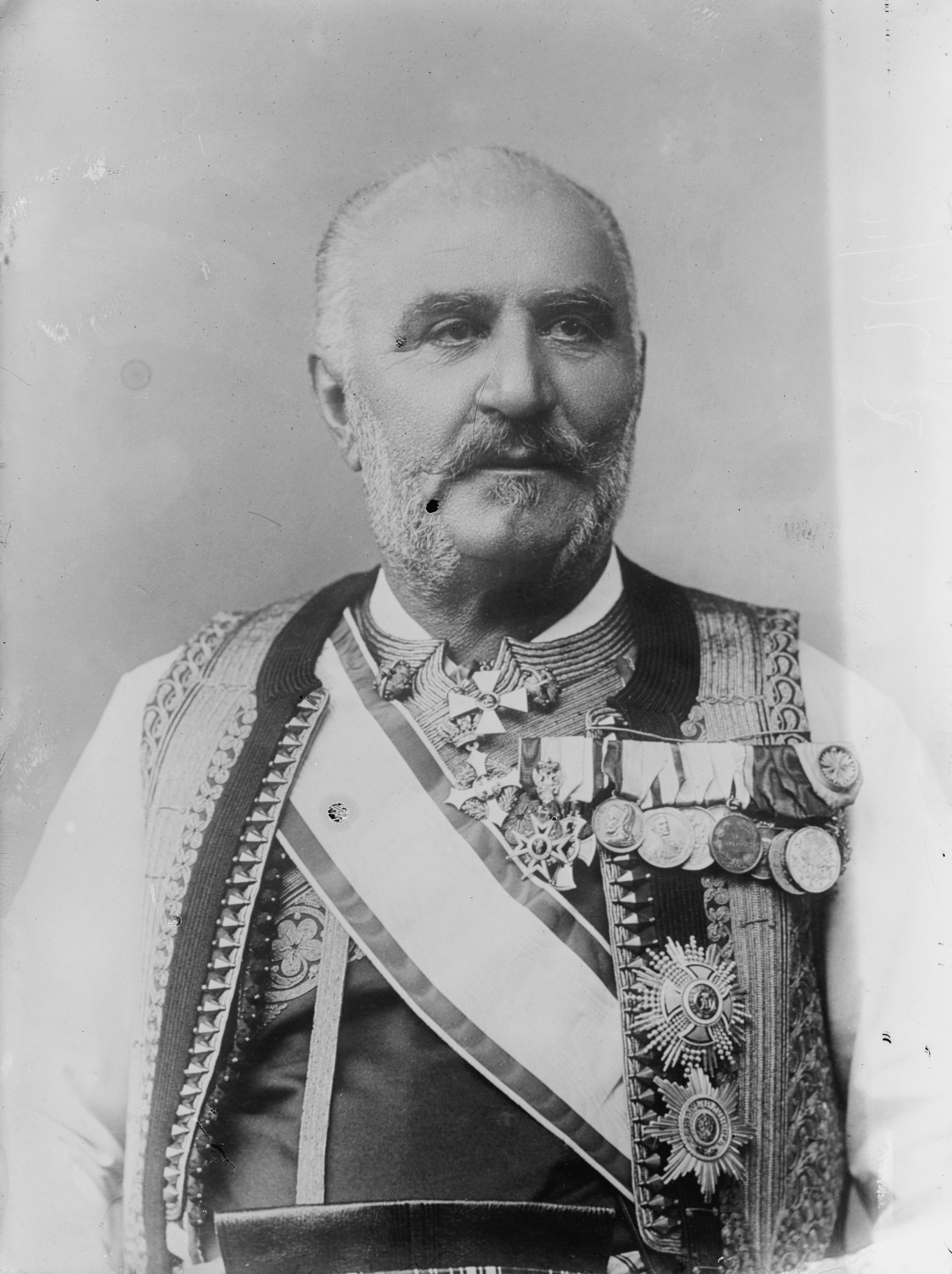
Король Черногории Никола I

С началом войны побережье Черногории было блокировано австро-венгерским флотом. Боевые действия между черногорскими и австро-венгерскими войсками начались 7 августа. По плану черногорского командования, черногорские войска при содействии французского флота, должны были захватить Котор, где находилась главная база ВМФ Австро-Венгрии и развивать наступление в Герцеговину. Однако от этого плана пришлось отказаться. По новому плану черногорская армия должна была действовать совместно с сербской армией и прикрывать её фланг.
За время первых боёв черногорским войскам удалось захватить ряд австро-венгерских городов: Будву, Грбаль, Петровац. Также черногорские войска действовали в Герцеговине и совместно с сербскими силами проводили наступление на Сараево, но не достигли поставленных целей. За кампанию 1914 года черногорские силы совместно с сербской армией отбила все наступления австро-венгерских войск.
Во время австро-венгерско-германского наступления 1915 года черногорские войска оказались в тяжёлом положении. Основная часть войск была вынуждена отступать вглубь территории страны. Лишь части черногорской армии в Санджаке под командованием Я. Вукотича стойко противостояли германо-австро-венгерским войскам, прикрывая отход сербской армии. Однако в районе Ловчена в январе 1916 года австро-венгерским войскам удалось прорвать фронт черногорской армии. 14 января австро-венгерские армии захватили столицу королевства Цетинье. Основные силы черногорской армии были окружены войсками противников. 19 января король Никола I бежал из страны, в этих тяжёлых условия черногорское руководство подписало капитуляцию. Территория страны была оккупирована австро-венгерскими войсками, армия демобилизована. В стране был установлен австро-венгерский военный оккупационный режим. Черногория была выведена из войны.
Однако остатки черногорской армии и части населения страны не смирились с иностранной оккупацией и продолжили партизанскую борьбу. Около 10 000 черногорцев были заключены австро-венгерскими властями в концлагеря.
В 1917 году на острове Корфу представители Сербии и Югославянского комитета подписали Корфскую декларацию о создании единого югославянского государства. К этой декларации присоединились и члены черногорского национального совета (состоящего из представителей оппозиции короля Николы I). Король, обвинённый в заключении сепаратного мира, стал терять авторитет. Это привело к тому, что после войны Никола I не был допущен к работе мирных конференций, а собственная оппозиция запретила ему въезд в страну.

## После войны
В 1918 году, когда территория Черногории была освобождена черногорскими и сербскими войсками, в Подгорице 17 декабря 1918 года национальный совет объявил династию Негошей низложенной и запретил бывшему королю въезд в страну. Скупщина Черногории также приняла решение о вхождении Черногории в состав Королевства сербов, хорватов и словенцев. Однако сторонники свергнутого короля Николы ещё несколько лет продолжали вооружённое сопротивление, добиваясь восстановления независимости Черногории.
За время войны военные потери Черногории составили 15 000 убитыми, ранеными и пленными. Общее число потерь Черногории (военных и гражданских) составило около 35 000 человек.